# Charlie VDE
Charlie VDE, vlastním jménem Charles Van der Elst, (* 9. března 1967) je francouzský zvukový inženýr a hudební producent.

## Kariéra
Narodil se v Montpellier. V letech 1987 až 1989 studoval na Americké škole moderní hudby v Paříži a následně pracoval v nahrávacím studiu Studios Guillaume Tell ve stejném městě. Studio opustil v roce 1993, kdy začal pracovat nezávisle. Podílel se na nahrávkách mnoha interpretů, mezi něž patří například Étienne Daho, Johnny Hallyday, Serge Reggiani, Hector Zazou, Serge Gainsbourg, Jean-Jacques Goldman, Michel Sardou, Alain Souchon, Yannick Noah, ale také Cyndi Lauper a Irie Révoltés. V devadesátých letech se podílel na několika albech velšského hudebníka Johna Calea (jde o soundtracky: 23 Solo Pieces for La Naissance de L'Amour, Antártida a The Unknown).